# Trévago
Trévago és un municipi de la província de Sòria, a la comunitat autònoma de Castella i Lleó.

## Història
L'origen de Trébago és molt antic, potser existís des de la invasió cèltica esdevinguda cap a l'any 700 aC. Es conserven restes d'inscripcions en llengua celtibera, així com molins de pedra, motlles de fosa per a fabricar fletxes, etcètera. El sufix "aco" és molt comú en topònims de l'altiplà espanyol. És d'origen cèltic, com en els casos de Sayago, Litago, Sarnago o trébago. En l'any 915 se cita a Trébago, quan el rei de Navarra, Garcia Sanxes, conquesta Ágreda i la seva comarca als musulmans. En el segle xi, Trévago és la frontera, entre Castella, Navarra i Aragó. Pertanyia ál bisbat de Tarazona i al regne de Castella.